# 康維斯鎮區 (密歇根州)
康維斯鎮區（英語：Convis Township）是位於美國密歇根州卡爾霍恩縣的一個行政鎮區。

## 地方資料
康維斯鎮區的面積為94.50平方千米，當中陸地面積為91.60平方千米，而水域面積為2.90平方千米。根據2020年美國人口普查的數據，當地共有人口1508人，而人口密度為每平方千米15.96人。